# Жестковенечник
Жесткове́нечник (лат. Sclerotiaria) — монотипный род двудольных цветковых растений семейства Зонтичные (Apiaceae), включающий вид Жестковенечник пятиро́гий (лат. Sclerotiaria pentaceros (Korovin) Korovin).
Единственный вид рода был первоначально описан российским ботаником Евгением Петровичем Коровиным под названием Kosopoljanskia pentaceros Korovinbasionym; в 1962 году вид был перенесён им же в состав отдельного рода Sclerotiaria. Другое синонимичное название жестковенечника пятирогого — Щуро́вския пятиро́гая (лат. Schtschurowskia pentaceros (Korov.) Schischk.).
Родовое название происходит из греческого языка и означает «маленькая корона, диадема». Киргизское название рода — «склеротиария» (калька с латыни). Принятое в казахском языке именование жестковенечника — «qattybas/қаттыбас».
Жестковенечник пятирогий — крайне редкое растение со своеобразной морфологией, известное с небольшого участка на каменистых склонах гор северо-запада Кыргызстана, недалеко от границы с Казахстаном. Хотя предполагается, что ареал жестковенечников может быть шире и распространяется также на Аксу-Жабаглинский заповедник в Казахстане, эти данные не были убедительно подтверждены. Последние достоверные данные о состоянии популяции приводятся в Красной книге СССР 1984 года издания, при последующих поисках растение не было обнаружено на известном местообитании и внесено в Красную книгу Кыргызской Республики как находящееся в критическом состоянии.

## Распространение и среда обитания
Единственный вид считается эндемиком Кыргызстана, откуда растение известно только с перевала Кайнар в западной части Киргизского хребта, а также с западных отрогов Таласского Ала-Тоо близ реки Кёк-Сай.
Хотя в ареал жестковенечника в разных источниках могут включать и другие страны Средней Азии, такие как Узбекистан, все последующие собранные экземпляры имеют сомнительное происхождение и, вероятно, относятся к представителям близкородственных родов Schrenkia и Schtschurowskia.
Типовой экземпляр был собран на высоте 1700—1900 м н.у.м. Растут на каменисто-щебнистых склонах, с тенденцией к размещению на склонах южной экспозиции.

## Общая характеристика
Слабоизученные растения с морфологией, нетипичной для других зонтичных региона. Близки представителям рода Schrenkia.
Многолетние поликарпические растения высотой до 30 см, голые, с редуцированным стеблем.
Корень веретеновидный, мощный.
Листья розеточные, сизые, многочисленные, продолговатой ланцетной или обратноланцетной формы, трижды- или дваждыперисторассечённые, размещены на коротком черешке. Прицветники цельные, шиловидные.
Соцветий несколько, размещены близко к прикорневой розетке листьев, каждое представляет собой сложный 7—12-лучевой зонтик, разделённый на зонтички с 5—7 цветками. Обвёртка зонтика состоит из 1—3 рано опадающих листочков, обвёртка зонтичков с 6—10 ланцетными листочками. Центральные зонтики сидячие, боковые — короткостебельчатые. Боковые зонтики, в отличие от центральных, несут в основном бесплодные цветки.
Чашечка цветка с зубцами белого цвета, крупная, треугольной формы, к моменту плодоношения становится жёсткой, крючковидной. Лепестки белые. Пестик с прямостоячим столбиком с конусообразным подстолбием (стилоподием).
Плод — сидячий или полусидячий вислоплодник длиной до 6 мм. Разделён на закруглённо-ребристые полуплодики, по другим данным — плод односемянный и на полуплодики не распадается. Околоплодник с толстым механическим слоем.
Цветут в июле, плодоносят в августе. Последние наблюдения за жестковенечниками, проведённые в 1982 году, показали, что цветение и плодоношение этих растений, по-видимому, весьма нерегулярное, так как к тому моменту у наблюдаемой популяции не было обнаружено признаков цветения и плодоношения, а также полностью отсутствовали остатки прошлогодних цветоносных стеблей.

## Экология
Не культивировались.

## Природоохранная ситуация
Жестковенечник пятирогий занесён в Красные книги Кыргызской Республики и Республики Казахстан, а ранее также (в 1984) — в Красную книгу СССР. Численность растений в Кыргызстане к 2006 году неизвестна, поиски образцов не дали результатов, при этом вид не относили к вымершим. Возможным лимитирующим фактором называют выпас скота.
В Красную книгу Киргизской ССР внесён в 1985 году. По состоянию на 2006 год, II издание Красной книги Кыргызской Республики присваивает виду статус «CR B2ab(iii)» («Находится в критическом состоянии»).
В Красную книгу Казахстана жестковенечник внесён Постановлением правительства от 31 октября 2006 года № 1034 на основании недостоверных данных о существовании местной популяции вида; однако в местном заповеднике Аксу-Жабаглы действительно имеются подходящие для растения биотопы.
По состоянию на 2020 год, входит в перечень редких и находящихся под угрозой исчезновения видов флоры и фауны, которые ограничены к вывозу из стран-участниц Таможенного союза.